# Меллетт (Південна Дакота)
Меллетт (англ. Mellette) — місто (англ. city) в США, в окрузі Спінк штату Південна Дакота. Населення — 199 осіб (2020).

## Географія
Меллетт розташований за координатами 45°9′16″ пн. ш. 98°29′54″ зх. д. / 45.15444° пн. ш. 98.49833° зх. д. (45.154352, -98.498343).  За даними Бюро перепису населення США в 2010 році місто мало площу 0,67 км², уся площа — суходіл.

## Демографія
Згідно з переписом 2010 року, у місті мешкало 210 осіб у 90 домогосподарствах у складі 58 родин. Густота населення становила 313 осіб/км².  Було 100 помешкань (149/км²).
Расовий склад населення:
| - 97,1 % — білих - 0,5 % — корінних американців |

До двох чи більше рас належало 2,4 %. Частка іспаномовних становила 0,5 % від усіх жителів.
За віковим діапазоном населення розподілялося таким чином: 24,3 % — особи молодші 18 років, 61,4 % — особи у віці 18—64 років, 14,3 % — особи у віці 65 років та старші. Медіана віку мешканця становила 40,0 року. На 100 осіб жіночої статі у місті припадало 114,3 чоловіків;  на 100 жінок у віці від 18 років та старших — 98,8 чоловіків також старших 18 років.
Середній дохід на одне домашнє господарство  становив 98 606 доларів США (медіана — 59 107), а середній дохід на одну сім'ю — 131 006 доларів (медіана — 71 964). За межею бідності перебувало 11,5 % осіб, у тому числі 16,0 % дітей у віці до 18 років та 16,0 % осіб у віці 65 років та старших.
Цивільне працевлаштоване населення становило 102 особи. Основні галузі зайнятості: сільське господарство, лісництво, риболовля — 19,6 %, фінанси, страхування та нерухомість — 18,6 %, транспорт — 13,7 %, мистецтво, розваги та відпочинок — 10,8 %.